# Den fantastiska räven (film)
Den fantastiska räven (engelska: Fantastic Mr. Fox) är en amerikansk stop motion-animerad film från 2009 i regi av Wes Anderson. Filmen är baserad på Roald Dahls bok med samma namn från 1970. Detta var både Wes Andersons första animerade film samt första filmadaption.
Den handlar om en räv som stjäl mat varje natt från tre elaka och rika bönder. De är trötta på Mr. Fox stölder och försöker döda honom, genom att gräva sig in rävarnas hem. Djuren är dock listigare än bönderna.  
Rollfigurernas röster görs bland annat av George Clooney, Meryl Streep, Jason Schwartzman, Bill Murray, Willem Dafoe, Michael Gambon och Owen Wilson. 

## Handling
Filmen handlar om den ädle, charmige och fantastiske räven som använder sin slughet för att överlista de tre elaka bönderna Boggis, Bunce och Bean (på svenska Bönne, Buns och Bena). Från vilka räven stjäl mat varje natt, varför de vill hämnas på honom. 

## Produktion och mottagande
Filmen hade officiell premiär i USA 25 november 2009, samma dag som den visades på Oslo International Film Festival, och i Sverige 2 april 2010.
Filmen var Wes Andersons första animerade film, och 20th Century Fox's första stop motion-animerade film, och den sista 20th Century Fox-filmen som använde 1994 CGI logo. Den första trailern för filmen visades i samband med premiären för filmen Ice Age 3: Det våras för dinosaurierna och Aliens in the Attic (31 juli 2009).

### Mottagande i Sverige
- Aftonbladet - 4/5 [2]
- Expressen - 4/5 [3]
- Dagens Nyheter 5/5 [4]
- Sydsvenskan 2/5 [5]
- Svenska Dagbladet 5/6 [6]
- Upsala Nya Tidning 4/5 [7]

## Rollista i urval
- Meryl Streep – Mrs. Fox
- George Clooney – Mr. Fox
- Bill Murray – Badger
- Jason Schwartzman – Ash
- Jarvis Cocker – Petey
- Owen Wilson – Coach Skip
- Willem Dafoe – Rat
- Brian Cox – Boggis
- Adrien Brody – Bunce
- Michael Gambon – Bean